# Acalolepta griseovaria
Acalolepta griseovaria es una especie de escarabajo longicornio del género Acalolepta, tribu Monochamini, subfamilia Lamiinae. Fue descrita científicamente por Breuning en 1963.
Se distribuye por India. Mide aproximadamente 9,5 milímetros de longitud.